# William Murray (8e comte de Mansfield)
Pour les articles homonymes, voir William Murray (homonymie).
William David Mungo James Murray (7 juillet 1930 - 21 octobre 2015) est un noble britannique et homme politique conservateur .

## Biographie
William Murray est né le 7 juillet 1930. Il est le fils unique de Mungo Murray (7e comte de Mansfield) (en), et de sa femme Dorothea Helena, fille cadette de Sir Lancelot Carnegie. Il fait ses études au Collège d'Eton et à Christ Church, à Oxford. Il sert avec les Scots Guards en Malaisie de 1949 à 1950. Il est admis au barreau d'Inner Temple en 1958.
Murray est avocat de 1958 à 1971, date à laquelle il succède à son père en tant que comte de Mansfield.
Il est membre de la délégation britannique au Parlement européen de 1973 à 1975 (avant l'élection directe des membres du Parlement européen), et est porte-parole de l'opposition à la Chambre des lords de 1975 à 1979. Il est ministre d'État au Scottish Office de 1979 à 1983 et au Northern Ireland Office de 1983 à 1984.
Il est nommé shérif honoraire du Perthshire en 1974, juge de paix en 1975 et lieutenant adjoint de Perth et Kinross en 1980.
Murray occupe également un certain nombre de fonctions commerciales et caritatives, notamment en tant que premier président de la Fédération des associations de chasse des communautés européennes (FACE)  de 1977 à 1979.
Il est le premier président de l'Association écossaise pour la prise en charge et la réinstallation des délinquants et, de 1985 à 1996, il est le premier commissaire du domaine de la Couronne .

## Mariage et enfants
Murray épouse Pamela Joan Foster le 19 décembre 1955. Ils ont trois enfants :
- Alexander David Mungo Murray, 9e comte de Mansfield et Mansfield (né le 17 octobre 1956) ;
- Lady Georgina Dorothea Mary Murray (née le 10 mars 1967) ;
- L'honorable James William Murray (né le 7 juin 1969).

La comtesse est une patronne du bal royal calédonien .

## Décès
Murray est décédé le 21 octobre 2015  et ses funérailles et son service commémoratif ont eu lieu à St John's Kirk of Perth le 30 octobre 2015, avec une veillée au Scone Palace . Il est remplacé par son fils Alexander David Mungo Murray.